# Качка-пароплав
Качка-пароплав (Tachyeres) — рід гусеподібних птахів родини качкових (Anatidae). Представники цього роду мешкають в Патагонії і на Фолклендських островах.

## Опис
Качки-пароплави — це великі, кремезні качки, середня довжина яких становить 61—84 см. Самці цього роду важать 2,1—6,5 кг, самиці 1,66—5 кг. Серед качок-пароплавів можуть літати лише патагонські качки-пароплави, хоча і роблять це неохоче, решта представників роду є нелітаючими. Це агресивні птахи, які нападають на інших качок і навіть на великих хижих птахів, таких як буревісники.
Свою назву качки-пароплави отримали внаслідок звички використовувати крила, щоб швидко рухатися по воді, наприклад, під час атаки або втечі. Для цього вони поперемінно вокристовують свої маленькі вузькі крила, подібно до того, як човнярі на байдарках використовують вузькі весла. Швидкі рухи крил розбризкують велику кількість води, як при русі колісного пароплава.
Фолклендські качки-пароплави відділилися від решти представників свого роду приблизно 2,2—2,6 мільйона років тому, що збігається з імовірним часом існування сухопутного мосту, який з'єднував Фолклендські Острови з материком. Три види континентальних качок-пароплавів розділилися відносно нещодавно — їхній спільний предок жив приблизно 15 тисяч років тому. Вони демонструють генетичну диференціацію, а також знаходяться на різних стадіях між нелітанням і здатністю до польоту. Через це качки-пароплави є цікавими з точки зору вивчення еволюції втрати здатності до польоті у птахів.

## Види
Виділяють чотири види:
- Качка-пароплав патагонська (Tachyeres patachonicus)
- Качка-пароплав магеланська (Tachyeres pteneres)
- Качка-пароплав фолклендська (Tachyeres brachypterus)
- Качка-пароплав світлоголова (Tachyeres leucocephalus)

Кладограма роду Tachyeres:

|  | T. pteneres (Forster 1844)                                                                                |
|  | |
|  | \| \| T. patachonicus (King 1831) \| \| \| \| \| \| T. leucocephalus Humphrey & Thompson 1981 \| \| \| \| |
|  | |
|  | T. patachonicus (King 1831)                                                                               |
|  | |
|  | T. leucocephalus Humphrey & Thompson 1981                                                                 |
|  | |

|  | T. patachonicus (King 1831)               |
|  |                                           |
|  | T. leucocephalus Humphrey & Thompson 1981 |
|  |                                           |

|  | T. pteneres (Forster 1844)                                                                                |
|  | |
|  | \| \| T. patachonicus (King 1831) \| \| \| \| \| \| T. leucocephalus Humphrey & Thompson 1981 \| \| \| \| |
|  | |
|  | T. patachonicus (King 1831)                                                                               |
|  | |
|  | T. leucocephalus Humphrey & Thompson 1981                                                                 |
|  | |

|  | T. patachonicus (King 1831)               |
|  |                                           |
|  | T. leucocephalus Humphrey & Thompson 1981 |
|  |                                           |

## Етимологія
Наукова назва роду Tachyeres походить від сполучення слів дав.-гр. ταχυς — швидко і ερσσω — веслувати.